# Карлукское муниципальное образование (Качугский район)
Карлукское муниципальное образование — муниципальное образование со статусом сельского поселения в 
Качугском районе Иркутской области России. Административный центр — поселок Карлук.

## Демография
По результатам Всероссийской переписи населения 2010 года 
численность населения муниципального образования составила 563 человека, в том числе 265 мужчин и 298 женщин.

## Населённые пункты
В состав муниципального образования входят населённые пункты:
- Карлук
- Аргун